# John Sutter
John Augustus Sutter (Kandern, 15 febbraio 1803 – Washington, 18 giugno 1880) è stato un imprenditore svizzero nato nell'Elettorato di Baden e con cittadinanza messicana e statunitense. Fondò la Nuova Svizzera.

## Biografia

### Primi anni

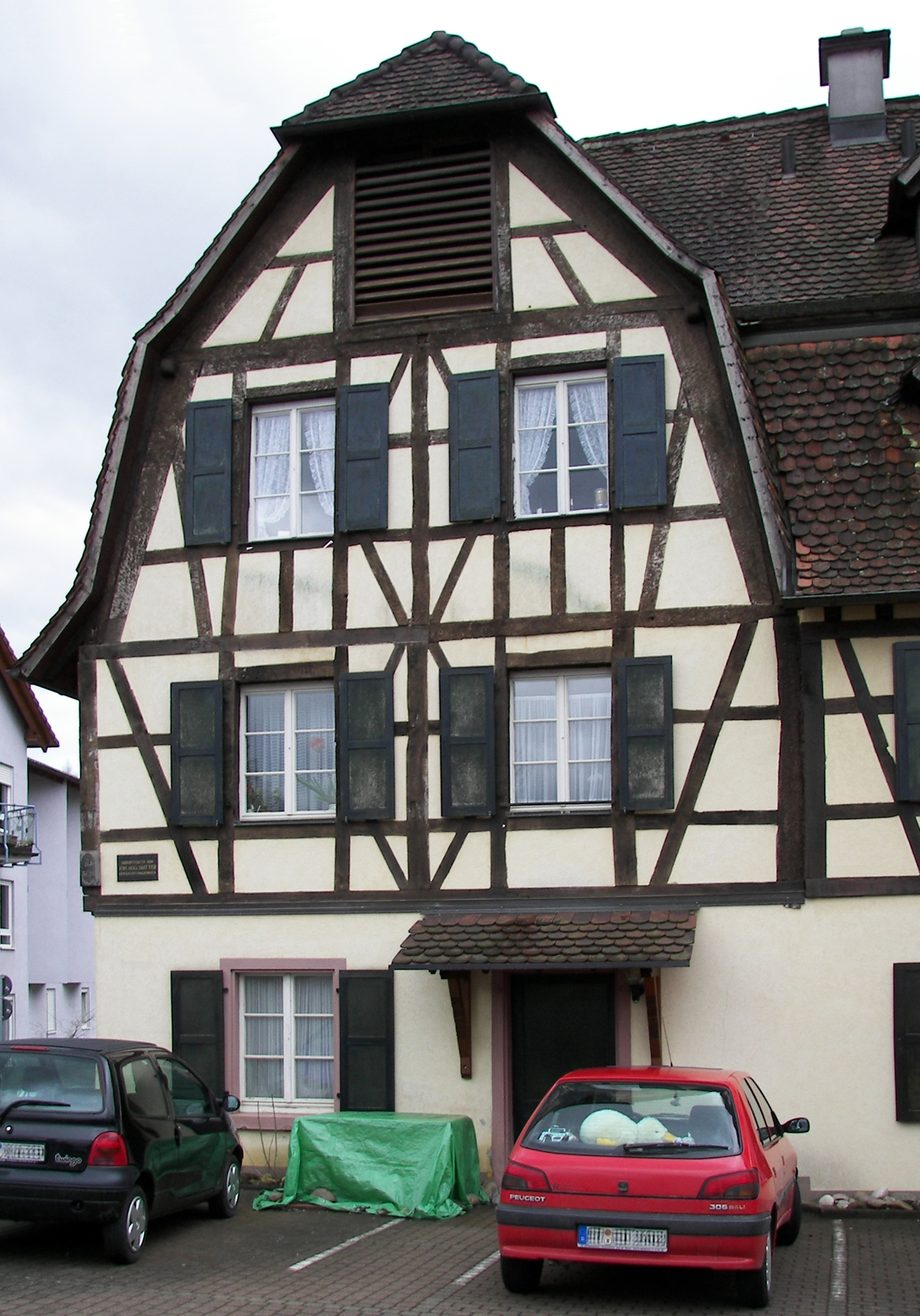
Luogo di nascita di John Sutter

Johan Sutter nacque il 15 febbraio 1803 a Kandern, all'epoca Elettorato di Baden, attuale Baden-Württemberg in Germania. Iniziò come un semplice apprendista a Burgdorf (nel Canton Berna, in Svizzera), dove si sposò nel 1826 con Anne Sutter, da cui ebbe cinque figli. Divenne ben presto un commerciante, ma la sua attività fallì altrettanto presto, venendo sommerso dai debiti.

### Fuga negli Stati Uniti
Nel 1834 fuggì dal suo paese negli Stati Uniti per sottrarsi al processo per debiti derivante da questo episodio, lasciando in Svizzera la moglie e i figli, che nelle sue intenzioni avrebbero dovuto raggiungerlo in America se fosse riuscito a far fortuna.
Una volta giunto sul suolo americano, assunse il nome di John Augustus Sutter.
Sbarcato a New York con l'intenzione di raggiungere la California, Sutter si diresse a occidente, dedicandosi poi al commercio tra le Hawaii e l'Alaska con l'ausilio di una nave comprata qualche tempo prima.

### Nueva Helvetia

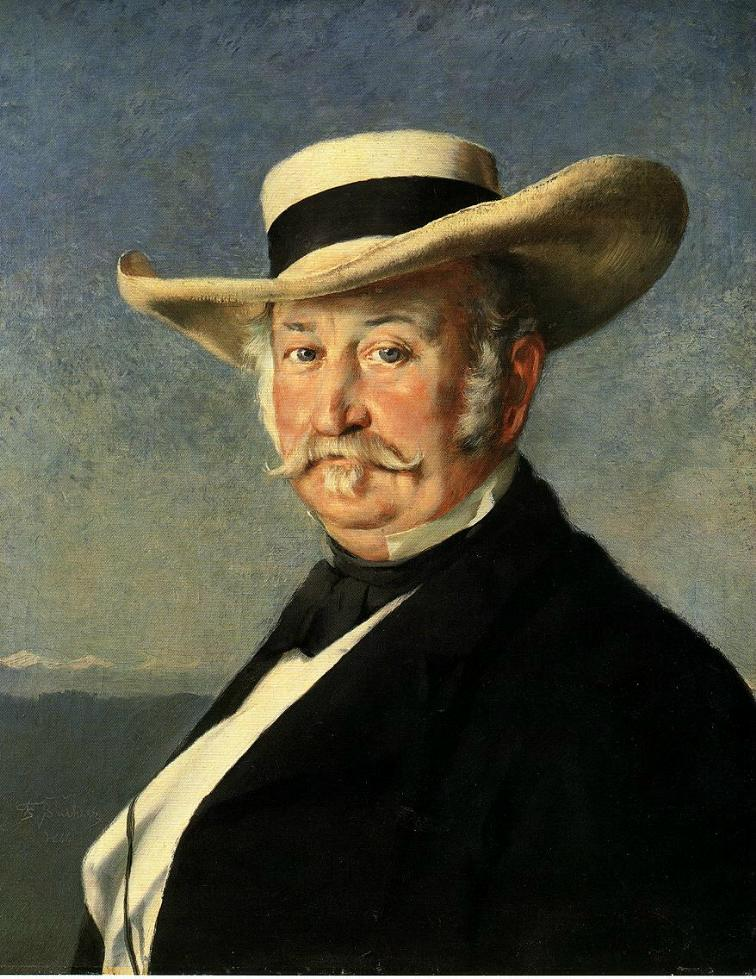
John Sutter nel 1866

Nel 1843, a Monterey, Sutter ottenne dal governatore del Messico Alvarado il permesso di colonizzare la zona orientale della California. In quella zona egli stabilì così la colonia di Nueva Helvetia, dominata da un grande e munito forte di proprietà di Sutter. In pochi anni il territorio della sua colonia si estese in modo esponenziale, e insieme alla sua ricchezza e ai suoi possedimenti, Sutter vide crescere anche il suo prestigio politico. L'insediamento fondato da Sutter divenne nel 1854 la capitale della California, come lo è a tutt'oggi, visto che si tratta dell'odierna Sacramento.
Nel gennaio del 1848, quando Sutter era ormai all'apice della sua potenza, un suo dipendente trovò dell'oro sulle rive dell'American, dove egli aveva fatto costruire una segheria; questa scoperta diede vita alla cosiddetta corsa all'oro.
Fu questa scoperta a portare però alla rovina Sutter: nei mesi successivi una smisurata quantità di persone arrivò in California. Le proprietà di Sutter vennero invase, il suo bestiame rubato per saziare i nuovi arrivati e tutti i suoi dipendenti lo abbandonarono per partecipare anch'essi alla corsa all'oro. Sutter tentò più volte, negli anni successivi, di appellarsi alla legge per farsi riconoscere il monopolio delle sue proprietà; purtroppo, tutto fu reso più difficile dal fatto che la California era stata da poco ceduta agli Stati Uniti d'America a seguito del trattato di Guadalupe Hidalgo (visto che Sutter aveva ottenuto le concessioni dalle autorità messicane).
Dopo aver dilapidato ciò che restava del suo patrimonio in interminabili battaglie legali, a Sutter fu concessa soltanto la proprietà di una piccola parte dei suoi terreni.

### Morte
John Augustus Sutter morì il 18 giugno 1880 alle 3 del pomeriggio, a Washington.

## John Sutter nella cultura di massa

### Libri
Le vicende di John Augustus Sutter sono state raccontate in forma romanzata da Blaise Cendrars nel suo libro L'oro (1925).
Albert L. Hurtad ha scritto un libro scolastico riguardante la vita di Sutter, John Sutter: A Life on the North American Frontier (2006).
Una delle "miniature storiche" raccolte in Momenti fatali di Stefan Zweig (pubblicata da Adelphi, 2005), intitolata "La scoperta dell'Eldorado", è dedicata a Sutter.
La vita "esagerata" di Johan Sutter viene narrata in maniera abile, da Osvaldo Soriano in "La Febbre dell'Oro", edito da Einaudi
(2007).

### Fumetti
John Sutter è comparso nel numero 9 della collana di Tex Speciale, La valle del terrore, di Claudio Nizzi e Roberto Raviola (in arte Magnus).

### Film
Sono stati tratti vari film dalla figura di John Sutter.
- L'imperatore della California (1936)
- La grande cavalcata (Kit Carson), regia di George B. Seitz (1940)[1]
- General Sutter (1999)

### Musica
Il cantante Dan Fogelberg ha dedicato una canzone a John Sutter, Sutter's Mill (1985).